# آتنا لوکانا
آتنا لوکانا (به ایتالیایی: Atena Lucana) یک کومونه در ایتالیا است که در استان سالرنو واقع شده‌است.

## خصوصیات
آتنا لوکانا ۲۵ کیلومترمربع مساحت و ۲٬۳۴۴ نفر جمعیت دارد و ۶۴۲ متر بالاتر از سطح دریا واقع شده‌است.